# Klaus Maria Brandauer

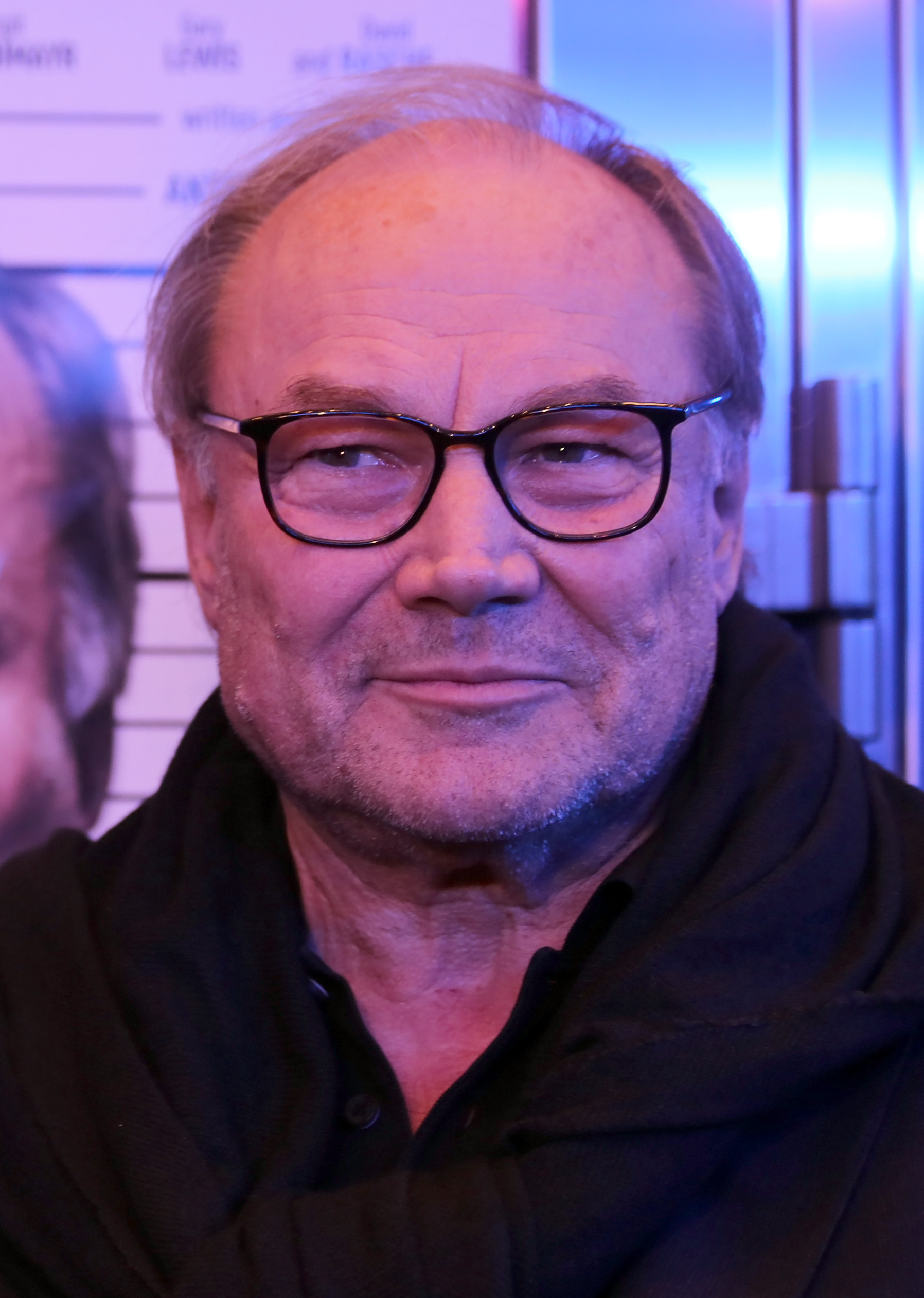
Klaus Maria Brandauer bei der Premiere von The Strange Case of Wilhelm Reich (2012)

Klaus Maria Brandauer (eigentlich: Klaus Georg Steng; * 22. Juni 1943 in Bad Aussee, Steiermark) ist ein österreichischer Schauspieler, Hörspielsprecher und Regisseur.

## Leben

### Kindheit und Jugend
Brandauer ist der Sohn des aus Deutschland stammenden Zollbeamten Georg Steng und der Österreicherin Maria Brandauer, deren Vor- und Mädchennamen er später seinem ersten Vornamen als Künstlernamen anhängte. Die ersten Jahre seiner Jugend verbrachte er bei den Großeltern in Altaussee. Später lebte er bei seinen Eltern u. a. in Kehl am Rhein und Grenzach-Wyhlen nahe Basel, einem Ort, der Brandauers Angaben zufolge maßgeblichen Einfluss auf seine schauspielerische Entwicklung hatte. Brandauer wurde katholisch erzogen. Nach dem Abitur 1962 begann Brandauer ein Studium an der Stuttgarter Hochschule für Musik und Darstellende Kunst, das er nach zwei Semestern abbrach.

### Theater
1963 hatte er sein Debüt als Claudio in Shakespeares Maß für Maß am Landestheater Tübingen. Später war er am Theater in der Josefstadt in Wien engagiert. Erstmals einer breiteren Öffentlichkeit bekannt wurde er durch seine Mitwirkung an der letzten Inszenierung von Fritz Kortner (Emilia Galotti, Theater in der Josefstadt 1970).
Seit 1972 ist Brandauer Ensemblemitglied und Regisseur am Wiener Burgtheater. Er avancierte in den 1970er Jahren zu einem der populärsten Theaterschauspieler des deutschsprachigen Raumes. Großen Erfolg hatte er in einer Reihe von Shakespeare-Inszenierungen Otto Schenks. Mit Wie es euch gefällt wählte er für sein Regiedebüt 1973 im Theater in der Josefstadt ebenfalls ein Stück von Shakespeare. Unter den neueren Autoren beschäftigte sich Brandauer wiederholt mit dem Werk seines Landsmanns Arthur Schnitzler.

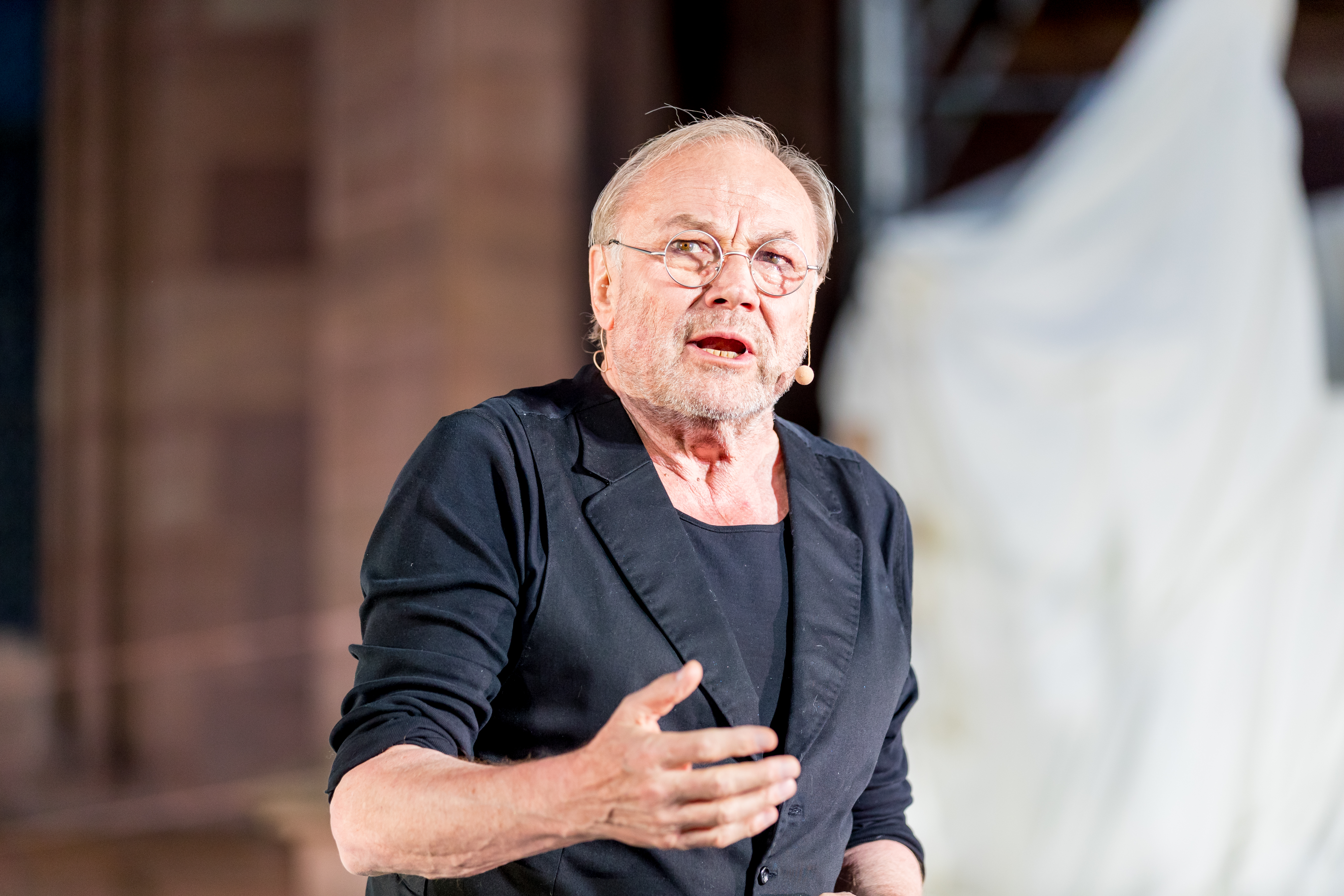
Brandauer als Hagen bei den Nibelungenfestspielen (2019)

2006 führte er in Berlin im wiedereröffneten Admiralspalast Regie bei der Inszenierung von Bertolt Brechts Dreigroschenoper, bei der unter anderem Katrin Sass und Campino mitwirkten. Die Wiedereröffnung der Spielstätte anlässlich Brechts 50. Todestages war bis zuletzt gefährdet, die Proben verliefen parallel zu den unvollendet gebliebenen Bauarbeiten. Trotz einiger schlechter Kritiken und einhelliger Ablehnung bei der Premiere sahen in sieben Wochen über 70.000 Zuschauer die Inszenierung, was sie zu einer der erfolgreichsten Theaterproduktionen machte.
Beinahe gleichzeitig inszenierte Brandauer an der Oper Köln Richard Wagners romantische Oper Lohengrin, deren Premiere den Beginn der Spielzeit am 9. September 2006 einleitete. 2007 war Klaus Maria Brandauer in Berlin als Wallenstein in Peter Steins Großprojekt zu sehen, das mit dem Berliner Ensemble realisiert wurde.

### Film und Fernsehen
Im Fernsehen war Brandauer anfangs fast ausschließlich in Theateraufzeichnungen und Fernsehadaptionen von Bühnenstücken zu sehen. International bekannt wurde er 1981 mit der Rolle des Hendrik Höfgen in Mephisto, der Verfilmung des gleichnamigen Romans von Klaus Mann, unter der Regie von István Szabó. Auch für Oberst Redl (1985) und Hanussen (1988) arbeitete Brandauer mit Szabó zusammen. Alle drei Filme wurden für den Oscar als bester fremdsprachiger Film nominiert, Mephisto erhielt die Auszeichnung.

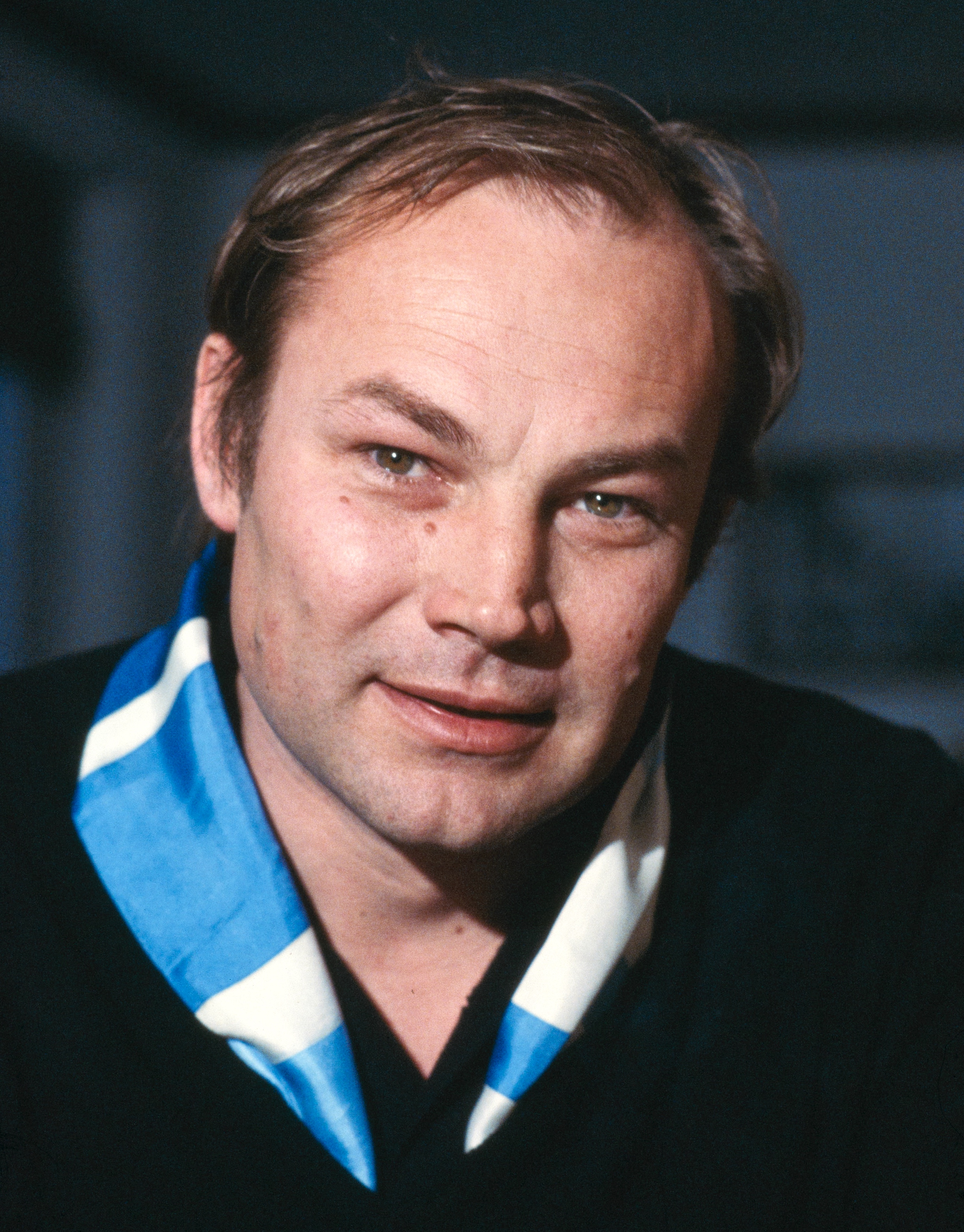
Klaus Maria Brandauer (1982)

Einen weiteren großen internationalen Kinoerfolg feierte Brandauer als Maximilian Largo, Gegenspieler von Sean Connery im James-Bond-Film Sag niemals nie (1983). An der Seite von Connery spielte Brandauer erneut in dem hochgelobten Spionagethriller Das Rußland-Haus (1990).
Brandauer ist einer der wenigen Österreicher, die sich auch in Hollywood einen Namen machen konnten; er bekam mehr amerikanische Kritikerpreise als irgendein anderer deutschsprachiger Filmschauspieler. Für die Rolle des Baron Bror von Blixen-Finecke in Jenseits von Afrika erhielt er den Golden Globe und eine Oscar-Nominierung.
Brandauer gehörte 2003 zu den Gründungsmitgliedern der Deutschen Filmakademie. Im Januar 2008 spielte er zusammen mit Sebastian Koch die Hauptrolle in der internationalen Kino-Produktion Das Verhör des Harry Wind nach dem gleichnamigen Roman von Walter Matthias Diggelmann. Im Mai und Juni 2008 drehte Brandauer unter der Regie von Francis Ford Coppola den Film Tetro in Argentinien.
Für den Film Abschlussbericht, der im Jahr 2020 in die Kinos kam, arbeitete Brandauer nach über 30 Jahren erstmals wieder mit Regisseur Istvan Szabó zusammen.

### Weitere Tätigkeiten
Anlässlich des Mozartjahrs 2006 – die Würdigung von Mozarts 250. Geburtstag – wurde Brandauer als Sprecher für eine Rezitation von Mozarts Briefen engagiert. Die Landesrundfunkanstalten des deutschen öffentlich-rechtlichen Rundfunks strahlten jeden Tag die Lesung eines Briefes aus, eingerahmt durch Musik des Komponisten.
Brandauer lehrt als Professor am Max Reinhardt Seminar in Wien und ist Vorsitzender des Vereins „Poesie im Ausseerland“, der jeden Sommer Kulturprojekte realisiert, u. a. mit Studenten des Wiener Max-Reinhardt-Seminars den Sommernachtstraum von William Shakespeare.
Im Rahmen der im Februar in Schladming stattfindenden Alpinen Skiweltmeisterschaften 2013 gab Brandauer eine Lesung von Texten, die Wolfgang Amadeus Mozart verfasst hatte.

### Privates
Brandauer war bis zu ihrem Tod 1992 mit der Regisseurin und Drehbuchautorin Karin Brandauer verheiratet. Aus dieser Ehe ging ihr gemeinsamer Sohn Christian (geb. 1963) hervor. Im Juli 2007 heiratete Brandauer die Theaterwissenschaftlerin Natalie Krenn in der Berliner Nikolaikirche. Trauzeuge war sein Sohn Christian. Anfang Mai 2014 kam Brandauers zweiter Sohn, Ferdinand, in Wien zur Welt. Es ist das erste gemeinsame Kind für Brandauer und Krenn.
Klaus Maria Brandauer lebt heute in Altaussee, Wien, Berlin und New York City.

## Filmografie (Auswahl)
- 1971: Der Widerspenstigen Zähmung (Fernsehaufzeichnung)
- 1972: Top Secret (The Salzburg Connection)
- 1973: Was Ihr wollt (Fernsehfilm)
- 1975: Derrick (Fernsehserie, Folge Pfandhaus)
- 1977: Sonderdezernat K1 (Fernsehserie, Folge Der Stumme)
- 1978: Die Bräute des Kurt Roidl
- 1979: Ein Sonntag im Oktober (Októberi Vasárnap)
- 1980: Die Weber
- 1981: Mephisto
- 1983: James Bond: Sag niemals nie (Never Say Never Again)
- 1985: Quo Vadis?
- 1985: Oberst Redl (Redl ezredes)
- 1985: Das Feuerschiff (The Lightship)
- 1985: Jenseits von Afrika (Out of Africa)
- 1986: Streets of Gold
- 1988: Brennendes Geheimnis (Burning Secret)
- 1988: Hanussen
- 1989: Das Spinnennetz
- 1989: Georg Elser – Einer aus Deutschland (auch Regie)
- 1989: Die Französische Revolution (La Révolution française)
- 1990: Das Rußland-Haus (The Russia House)
- 1991: Becoming Colette
- 1991: Wolfsblut (White Fang)
- 1994: Felidae (Stimme)
- 1994: Mario und der Zauberer (auch Regie)
- 1998: Die Bibel – Jeremia (Jeremiah)
- 1999: Rising Star (Introducing Dorothy Dandridge)
- 1999: Rembrandt
- 2000: Cyrano von Bergerac
- 2001: Vercingétorix – Kampf gegen Rom (Vercingétorix)
- 2002: Jedermanns Fest
- 2002: Zwischen Fremden (Between Strangers)
- 2003: Im Visier des Bösen (Fernsehfilm), auch unter dem Titel: (Daddy – Heller Stern in dunkler Zeit)
- 2003: Die Entführung aus dem Serail (Fernsehfilm)
- 2006: Kronprinz Rudolfs letzte Liebe (Fernsehfilm)
- 2009: Tetro
- 2011: Manipulation
- 2012: Der Fall Wilhelm Reich (The Strange Case of Wilhelm Reich)
- 2013: Die Auslöschung (Fernsehfilm)
- 2020: Abschlussbericht (Zárójelentés)
- 2021: Ferdinand von Schirach: Feinde (Fernsehfilm)
- 2021: Capelli Code (Fernsehserie)
- 2021: Maestro (Spielfilm)

## Hörspiele (Auswahl)
- 1965: Gotthold Ephraim Lessing: Der junge Gelehrte (Valer) – Bearbeitung und Regie: Klaus Gmeiner (Hörspielbearbeitung – ORF Salzburg)
- 1966: Conrad Ferdinand Meyer: Der Schuß von der Kanzel (Kandidat Pfannenstiel) – Regie:Hans Conrad Fischer (Hörspielbearbeitung – ORF Salzburg/SFB/SR)
- 1967: Gotthold Ephraim Lessing: Der Schatz (Leander) – Bearbeitung und Regie: Klaus Gmeiner (Hörspielbearbeitung – ORF Salzburg)
- 1968: Gotthold Ephraim Lessing: Emilia Galotti (Hettore Gonzaga) – Bearbeitung und Regie: Paul Hoffmann (Hörspielbearbeitung – ORF Salzburg)
- 1968: Oscar Wilde: Eine Frau ohne Bedeutung (Gerald Arbuthnot) – Bearbeitung und Regie: Klaus Gmeiner (Hörspielbearbeitung -ORF-Salzburg)
- 1969: Curt Goetz: Der Lampenschirm (Hans Carl Erichsen) – Regie: Julius Filip (Hörspielbearbeitung – ORF Wien)
- 1969: Felicie Rotter: Licht auf den Flügeln der Schwalbe – Regie: Ferry Bauer (Original-Hörspiel – ORF Oberösterreich)
- 1970: Thomas Bernhard: Der Berg (Bruder) – Regie: Hans Krendlesberger (Originalhörspiel – ORF)
- 1970: Edda Steinwender: Die Reise nach Aigues Mortes (Edgar) – Regie: Hans Krendlesberger (Originalhörspiel – ORF Niederösterreich)
- 1970: Gottfried Bauernfeind: Pizarro (Junger Indio) – Regie: Hans Krendlesberger (Originalhörspiel – ORF)
- 1970: Antoine de Saint-Exupéry: Nachtflug (Gaston) – Bearbeitung und Regie: Hans Krendlesberger (Hörspielbearbeitung – ORF Wien)
- 1971: Edda Steinwender: Ein Schiff fährt nach Venia – Regie: Hans Krendlesberger (Originalhörspiel – ORF Burgenland)
- 1971: Anders Bodelsen: A hard day's night (Lars) – Regie: Axel Corti (Originalhörspiel – ORF Wien)
- 1974: Johannes Urzidil: Vermächtnis eines Jünglings (Brand) – Regie: Helmut Schwarz (Hörspielbearbeitung – ORF Wien)
- 1975: Sidonie Gabrielle Colette: Gigi (Gaston Lachalle) – Regie: Heinz-Günter Stamm (Hörspielbearbeitung – BR)
- 1975: Hermann Wenninger, Theodor Fontane: Cécile (2 Teile) (von Leslie-Gordon) – Regie: Hermann Wenninger (Hörspielbearbeitung – NDR)
- 1977: Iván Mándy: Dinge (Janos) – Regie: Fritz Schröder-Jahn (Kurzhörspiel – SDR)
- 1978: Hans Hömberg: Und abends in die Komödie: In Cognac gibt es keine Tränen (Der erste Franz) – Regie: Heinz-Günter Stamm (Hörspielbearbeitung – BR)
- 1978: Arthur Schnitzler: Reigen (Junger Herr) – Bearbeitung und Regie: Peter M. Preissler (Hörspielbearbeitung – BR)
- 1979: Hermann Bahr: Die tiefe Natur (Dr. Erwin Reß) – Regie:Uwe Berend (Hörspiel – ORF Wien)
- 2000: Hugo von Hofmannsthal: Theater ohne Vorhang (3): Die Salzburger Jedermänner und ihre Buhlschaften – Bearbeitung und Regie: Klaus Gmeiner, a. u. (ORF Salzburg)
- 2000: Gotthold Ephraim Lessing: Theater ohne Vorhang (6): Lessing im Hörspiel – Bearbeitung und Regie: Klaus Gmeiner, a. u. (ORF Salzburg)

Quellen: OE1-Hörspieldatenbank für die österreichischen und ARD-Hörspieldatenbank für die deutschen Produktionen

## Theaterauftritte (Auswahl)
- 1973: Romeo und Julia von William Shakespeare – als Romeo, Bayerisches Staatsschauspiel in München
- 1983–1989: Jedermann bei den Salzburger Festspielen – als Jedermann
- 1985: Hamlet von William Shakespeare – als Hamlet, Burgtheater in Wien
- 1999: Speer von Esther Vilar – als Albert Speer, Almeida Theater in London
- 1999: Cyrano de Bergerac von Edmond Rostand – als Cyrano, Burgtheater in Wien
- 2004: Nathan der Weise von Gotthold Ephraim Lessing – als Nathan, Burgtheater in Wien
- 2007: Wallenstein von Friedrich Schiller – als Wallenstein, Regie: Peter Stein, Berliner Ensemble[6]
- 2008–2015: Der zerbrochne Krug von Heinrich von Kleist – Hauptrolle, Berliner Ensemble, Gastspiele bei den Wiener Festwochen, den Zürcher Festspielen und dem Hamburger Theater Festival
- 2010: Ödipus auf Kolonos von Sophokles – als Ödipus, Salzburger Festspiele und Berliner Ensemble
- 2011: Das Buch der Unruhe von Fernando Pessoa – Hauptrolle, Saarbrücker Staatstheater
- 2013: Das letzte Band von Samuel Beckett – Hauptrolle, Schloss Neuhardenberg sowie Gastspiele in Berlin, Paris, Moskau, Lissabon und am Burgtheater
- 2013: König Lear von William Shakespeare – als König Lear, Regie: Peter Stein, Burgtheater in Wien
- 2019: Überwältigung von Thomas Melle – Hauptrolle, Regie: Lilja Rupprecht, Nibelungenfestspiele Worms[7]

## Auszeichnungen und Ehrungen

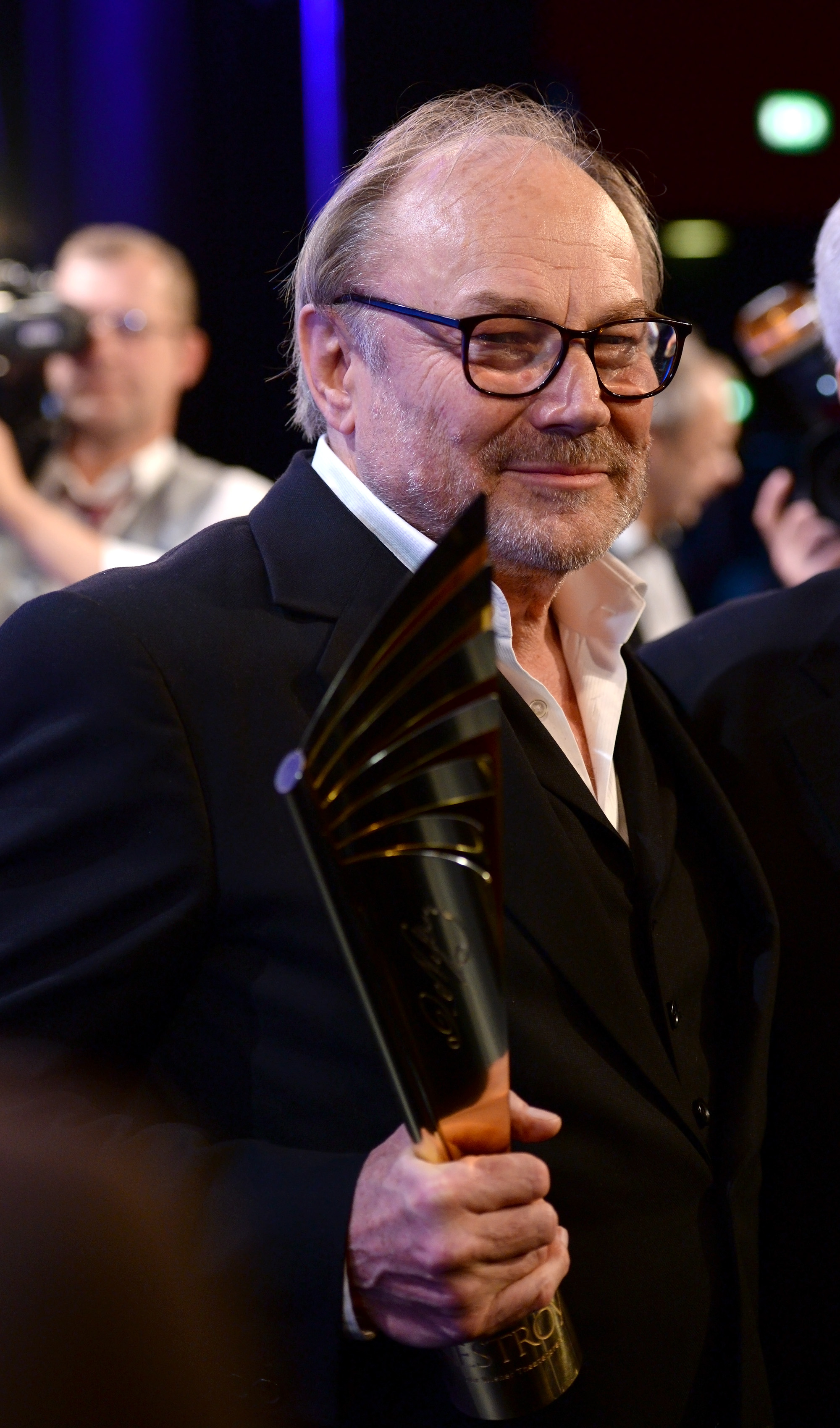
Brandauer mit dem Nestroy-Theaterpreis 2014 für sein Lebenswerk

- 1981: Jussi-Preis der finnischen Filmakademie für Mephisto
- 1982: David di Donatello als bester ausländischer Schauspieler für Mephisto
- 1983: Bambi
- 1985: Filmband in Gold als bester Darsteller für Oberst Redl
- 1986: Golden Globe Award als bester Nebendarsteller für Jenseits von Afrika
- 1986: Oscar-Nominierung als bester Nebendarsteller für Jenseits von Afrika
- 1987: BAFTA-Award-Nominierung als bester Nebendarsteller für Jenseits von Afrika
- 1987: Berlinale Kamera
- 1990: Romy als beliebtester Schauspieler
- 1996: Ehrendoktor der Universität Tel Aviv
- 2000: Golden-Globe-Nominierung als bester Nebendarsteller für Rising Star
- 2000: Bremer Musikfest-Preis mit dem Dirigenten Thomas Hengelbrock
- 2003: Bambi
- 2005: DIVA-Award in der Kategorie World Award (Hall of Fame)
- 2006: Martin-Buber-Plakette der deutsch-niederländisch-belgischen Kulturstiftung Euriade für sein Engagement für die Universität Tel Aviv
- 2006: Corine in der Kategorie Hörbuch (zusammen mit Birgit Minichmayr)
- 2006: Preis für Schauspielkunst beim Festival des deutschen Films
- 2006: Ehrenbürger seines Heimatorts Altaussee
- 2006: Europäischer Kulturpreis für Schauspielkunst
- 2008: Berliner Bär (B.Z.-Kulturpreis) der Boulevardzeitung B.Z. im Fach Theater für die Darstellung Wallensteins in Schillers gleichnamigem Drama[8]
- 2008: Goldener Ochse Ehrenpreis des Filmkunstfestes Mecklenburg-Vorpommern für sein Lebenswerk
- 2008: Ernennung zum Ehrenmitglied des Wiener Burgtheaters
- 2008: Goldene Ehrenmedaille der Stadt Wien[9][10]
- 2008: Goldene Schallplatte für das Album Brandauer liest Mozart[11]
- 2008: Gertrud-Eysoldt-Ring der Stadt Bensheim[12]
- 2010: Publikumspreis „Aufführung des Jahres 2008/09“ der TheaterGemeinde Berlin für Der zerbrochne Krug
- 2010: Großer Diagonale-Schauspielpreis für die Verdienste um die österreichische Filmkultur[13]
- 2010: Platin-Romy für das Lebenswerk
- 2010: Ehrendoktorat der Paris-Lodron-Universität Salzburg
- 2011: Steiger Award
- 2013: Stanislawski-Preis[14]
- 2013: Ehrenring des Landes Steiermark[15]
- 2013: Ehrenring des Wiener Burgtheaters
- 2014: Deutscher Schauspielerpreis für Die Auslöschung
- 2014: Friedenspreis des Deutschen Films – Die Brücke als Ehrenpreis
- 2014: Nestroy-Theaterpreis für das Lebenswerk
- 2014: Goldene Nymphe beim Festival de Télévision de Monte-Carlo als bester Hauptdarsteller für Die Auslöschung
- 2015: Ehrenbiber der Biberacher Filmfestspiele
- 2016: Ehrenpreis des Hessischen Ministerpräsidenten für besondere Leistungen im Film- und Fernsehbereich
- 2023: Ehrenzeichen des Landes Steiermark für Wissenschaft, Forschung und Kunst, I. Klasse[16][17]
- 2025: Großer Tiroler Adler-Orden[18]

## Medien
„Es ist diese Mischung aus Arroganz und Souveränität, aus aalglatter, narzisstisch unterfütterter Unverschämtheit und nonchalantem, aus Disziplin, Können, Erfolg gewachsenem Selbstbewusstsein, mit der Brandauer zu einer öffentlichen Figur geworden ist, an der sich die Geister scheiden: Man mag ihn ganz, oder man mag ihn gar nicht.“

Im Juli 2006 gab er in einem Interview der Zeitschrift Playboy bekannt, dass er 22 Tage lang nur Wasser getrunken und keine feste Nahrung zu sich genommen habe. Dadurch verlor er nach eigenen Angaben 18 Kilogramm an Körpergewicht.
Die deutsche Zeitschrift Stern berichtete von einer Probe zur Dreigroschenoper, bei der Brandauer zunächst ein Fernsehteam von ttt – titel, thesen, temperamente und dann die Stern-Reporterin hinauswarf.

## Dokumentarfilme
- Klaus Maria Brandauer – Der Spieler. Dokumentarfilm, Deutschland, 2012, 44 Min., Buch und Regie: Johanna Schickentanz, Produktion: euro kultur tv, SWR, arte, Erstsendung: 19. August 2012 bei arte, Film-Informationen bei der ARD.

- Die eigenwillige Republik Aussee. Dokumentarfilm, Österreich, 40 Min., Buch und Regie: Reinhard P. Gruber und Reinhart Grundner, Inhaltsangabe von ARD, u. a. mit der Schriftstellerin und Übersetzerin Barbara Frischmuth.

## Interviews
- Gero von Boehm: Klaus Maria Brandauer, 7. Juli 2006. Interview in: Begegnungen. Menschenbilder aus drei Jahrzehnten. Collection Rolf Heyne, München 2012, ISBN 978-3-89910-443-1, S. 512–526.

## Besetzungen
- Burgtheaterbesetzungen von 2011 bis 2014